# Dieter Flamm
Dieter Flamm (* 2. Juni 1936 in Wien; † 24. September 2002) war ein österreichischer Physiker.

## Leben und Werk
Er war der Sohn des Physik-Professors Ludwig Flamm und dessen Frau Elsa, einer Tochter von Ludwig Boltzmann. Flamm studierte Physik an der Universität Wien, wo er 1960 bei Walter Thirring in theoretischer Physik promoviert wurde. 1961 bis 1963 war er am CERN in Genf und danach bis 1966 in den USA, an der University of Chicago (Enrico Fermi Institute) und am Massachusetts Institute of Technology. Ab 1966 war er am Institut für Hochenergiephysik der Österreichischen Akademie der Wissenschaften in Wien, wo er stellvertretender Direktor wurde. 1971 habilitierte er sich an der TU Wien. Seit 1973 war er Professor für theoretische Physik an der Universität Wien.
Flamm befasste sich mit Elementarteilchenphysik (Quark-Modell) und später mit Geschichte der Physik, speziell Ludwig Boltzmann. Er gab Schriften von Boltzmann heraus und den Briefwechsel mit seiner späteren Frau Henriette von Aigentler.
1971 erhielt er den Ludwig-Boltzmann-Preis der Österreichischen Physikalischen Gesellschaft.
Er wurde am Neustifter Friedhof bestattet.
Flamm war auch passionierter Bergsteiger, der unter anderem mit dem Mathematiker Walter Philipp eine Erstbegehung in den Dolomiten machte.

## Schriften
- mit F. Schöberl: Introduction to the quark model of elementary particles. Gordon and Breach, New York 1982, ISBN 0-677-16270-7.